# Death Angel
A Death Angel egy amerikai thrash metal együttes, amely 1982-ben alakult a San Franciscóhoz közeli Concordban, az énekes Mark Oseguedát leszámítva filippínó származású unokatestvérek zenekaraként.
Két független kiadású album után 1989-ben a Geffen lemezkiadóhoz szerződött az együttes, ahol egyik meghatározó lemezüket készítették el Act III címmel. A lemezbemutató turnén autóbusz balesetben megsérült Andy Galeon dobos, akinek teljes felépülése több mint egy évig tartott. Ez a kényszerszünet és az időközben megváltozott zenei klíma (a thrash metal népszerűsége csökkent, a grunge lett a legnépszerűbb irányzat) végül a zenekar feloszlásához vezetett 1991-ben. A Death Angel tíz évvel később, 2001-ben alakult újjá (Gus Pepa gitáros nélkül) a Thrash of the Titans jótékonysági koncert alkalmából, és azóta is folyamatosan készítik lemezeiket, koncerteznek világszerte.

## Tagok

### Jelenlegi tagok
- Mark Osegueda – ének (1984–1991, 2001 óta)
- Rob Cavestany – gitár (1982–1991, 2001 óta)
- Ted Aguilar – gitár (2001 óta)
- Damien Sisson – basszusgitár (2009 óta)
- Will Carroll – dobok (2009 óta)

### Korábbi tagok
- Dennis Pepa – basszusgitár (1982–1991, 2001–2008), ének (1982–1984)
- Gus Pepa – gitár (1982–1991)
- Andy Galeon – dobok (1982–1991, 2001–2008)
- Chris Kontos – dobok (1991)
- Sammy Diosdado – basszusgitár (2009)

## Diszkográfia
Stúdióalbumok
- The Ultra-Violence (1987)
- Frolic Through the Park (1988)
- Act III (1990)
- The Art of Dying (2004)
- Killing Season (2008)
- Relentless Retribution (2010)
- The Dream Calls for Blood (2013)
- The Evil Divide (2016)
- Humanicide (2019)

Koncertalbumok
- Fall from Grace (1990)
- Sonic German Beatdown (2009)